# Pączek Wrzawski
Pączek Wrzawski – część wsi Wrzawy w Polsce, położona w województwie podkarpackim, w powiecie tarnobrzeskim, w gminie Gorzyce.
Dawniej samodzielna miejscowość i gmina jednostkowa
Zobacz też: Pączek Gorzycki